# جون ك. كاريل
جون ك. كاريل (بالإنجليزية: John C. Karel)‏ هو محامي وسياسي أمريكي، ولد في 1873 في سشويلير في الولايات المتحدة، وتوفي في 3 ديسمبر 1938. حزبياً، نشط في الحزب الديمقراطي. وقد انتخب عضو جمعية ولاية ويسكونسن.